# 別列傑利 (克拉西利夫區)
49°34′48″N 27°9′44″E / 49.58000°N 27.16222°E
貝雷赫利（烏克蘭語：Берегелі）是位於烏克蘭西部的村莊，由赫梅利尼茨基州裡赫梅利尼茨基區的克拉西利夫市鎮負責管轄。該村面積3.91平方公里，海拔高度306米，2001年人口125，人口密度每平方公里32人。